# Amadou Koné (homme politique)
Pour les articles homonymes, voir Koné.
Ne doit pas être confondu avec l'écrivain et universitaire ivoirien Amadou Koné
Amadou Koné, né le 24 août 1966 à Bouaké, est un homme politique ivoirien. Il est ministre des Transports depuis 2017. Amadou Koné est également député et maire de la ville de Bouaké.

## Biographie
Amadou Koné est titulaire d'un diplôme d'ingénieur géographe, obtenu à l'Université Laval, au Canada et d'une maitrise C2 en aménagement du territoire, à l'université d'Abidjan.
De 1995 à 1999, Amadou Koné est responsable des données socio-économiques en sa qualité de chargé d'études au Comité national de télédétection et d'Information géographique (CNTIG).
Entre 2001 à 2002, il occupe le poste de directeur de l'audit interne et de l'Informatisation à Abobo.

## Carrière politique

### Ministre du Tourisme et de l'Artisanat
Amadou Koné entre pour la première fois au gouvernement le 4 décembre 2005 en tant que ministre du Tourisme et de l'Artisanat dans le Gouvernement Charles Konan Banny II, poste qu'il occupe jusqu'au 29 mars 2007,.[source insuffisante].

### Ministre de l'Intégration africaine
En avril 2007, Koné est nommé ministre de l'Intégration africaine dans le Gouvernement Soro I. Il occupe ce poste jusqu'en décembre 2010. Pendant son mandat, il est à la tête des négociations pour la signature des Accords de partenariat économique (APE) entre la Côte d’Ivoire et l’Union européenne. Il est aussi porte-parole du gouvernement.

### Administrateur à la Banque africaine de développement
De 2011 à 2017, Amadou Koné est administrateur à la Banque africaine de développement (BAD) pour le compte de la Côte d’Ivoire, de la Guinée-Bissau et de la république de Guinée,.

### Ministre des Transports
Le 11 janvier 2017, Amadou Koné est nommé ministre des Transports,. Le 17 octobre 2023, Koné est reconduit dans le Gouvernement Beugré Mambé.

### Autres fonctions
Membre du Rassemblement des houphouëtistes pour la démocratie et la paix (RHDP), Amadou Koné assume également le rôle de Coordinateur régional Gbêkê 1. Il est élu député de Bouaké-commune le 9 mars 2021. En septembre 2023, Amadou Koné est élu maire de la ville de Bouaké sous les couleurs du RHDP. Il remporte cette élection municipale consolidant ainsi son rôle politique dans la région. 
Le vendredi 5 juillet 2024, il est nommé Président de l'UVICOCI (Union Villes et Communes de Côte d'Ivoire), renforçant son rôle dans la gouvernance locale et le développement des collectivités urbaines et rurales du pays.